# Aeródromo de Semenovskoye-Shidrovo
El Aeródromo de Semenovskoye-Shidrovo (ICAO: ; IATA: ) se encuentra 8 km al sudeste de Bereznik, en el óblast de Arcángel, en Rusia. 
Este pequeño aeródromo consiste básicamente en una pista de aterrizaje pavimentada.

## Pista
El aeródromo de Semenovskoye-Shidrovo dispone de una pista de hormigón en dirección 12/30 de 1750x20 m. (5741x66 pies).